# Martin Skaug
Martin Skaug (født 23. november 1978 i Tromsø i Norge) er en norsk skuespiller.
Han spillede en af de krediterede roller i filmen Uno i 2004.
Martin startede sin karriere på Stakkevollan skole, hvor han og flere andre deltog i «Melodi Grand Prix». I senere år har han spillet revy på Grønnåsen Skole, i en af byens mange skolerevyer, Tromsøpalmen.

## Filmografi
- 2004 – Uno